# کارل گروسمان
کارل فردریش ویلهلم گروسمان (به آلمانی: Carl Friedrich Wilhelm Großmann) متولد ۱۳ دسامبر ۱۸۶۳ قاتل زنجیره‌ای و آدمخوار اهل آلمان بود. او در ۲۱ اوت ۱۹۲۱ در آپارتمانش دستگیر شد و در ۵ ژوئیه ۱۹۲۲ در حالی که منتظر اجرای حکم اعدام بود، در زندان خودش را حلق‌آویز کرد.
طبق یک گزارش که در سال ۱۹۲۱ منتشر شده، گروسمان به حدود ۲۰ قتل در یک دورهٔ ۲۰ ساله اعتراف کرده بود. در گزارشی دیگر مربوط به سال ۱۹۲۲ ادعا شده گروسمان اقرار کرده بوده که ۴ نفر از قربانیانش زن بوده‌اند. او زمان جنگ جهانی اول در بازار سیاه گوشت می‌فروخت و حتی در نزدیکی خانه‌اش یک دکهٔ هات داگ فروشی داشت. این باور وجود دارد که او گوشت قربانیانش را می‌فروخته و استخوان‌ها و بخش‌های غیرقابل مصرف را به رودخانه می‌ریخته. تکه‌های بدن زنان ناپدید شده در آبراهی حوالی میدان آندریاس و انتهای کانال لوئیزنشتات پیدا شده بودند.